# Logaršče
Logaršče – wieś w Słowenii, w gminie Tolmin. W 2018 roku liczyła 60 mieszkańców.